# Cerurites wagneri
Cerurites wagneri är en fjärilsart som beskrevs av Kernbach 1967. Cerurites wagneri ingår i släktet Cerurites och familjen tandspinnare. Inga underarter finns listade i Catalogue of Life.